# Adolphe d'Essen
Adolphe d'Essen (Adolf von Essen, Adolfus de Assindia, Adolfus de Essendia, né à Essen vers 1350 et mort le 4 juin 1439 à Trèves), est un moine chartreux auteur de textes ascétiques qui répandit la prière du rosaire en Allemagne avec son disciple Dominique de Prusse.

## Biographie
Il n'est pas certainement établi que l'étudiant inscrit sous le nom d'Adolfus de Essendia en 1398 à l'université de Cologne (Universitas Studii Coloniensis) soit le même qu'Adolphe d'Essen; son entrée à la chartreuse Saint-Alban de Trèves juste après 1398 aurait été peu probable. Il est certain en revanche qu'il a été prieur de cette chartreuse entre 1409 et 1415 et qu'il a répondu au souhait du duc Charles II de Lorraine et de son épouse Marguerite du Palatinat de fonder la chartreuse de Marienfloss près de Sierck-les-Bains qu'il a dirigée jusqu'en 1421. Revenu à Trèves, il a été transféré à Liège en 1433 à cause de controverses avec son prieur, et revient en 1437. Il meurt de la peste en 1439. Il laisse entre autres une biographie de la duchesse Marguerite, qui était sa fille spirituelle. Cette biographie n'est conservée que dans une copie du XVIIe siècle et a été imprimée par fragments en 1627.

## Œuvres
- Rosengärtlein unserer lieben Frau
- Commendatio Rosarii
- Leben Jesu
- Vita sanctae memoriae D. Margarethae ducissae Lotharingiae